# 新宿ゲバルト
新宿ゲバルト（しんじゅくゲバルト）は、1999年に結成された日本の電子音楽バンド。

## メンバー
戸田宏武（とだ ひろむ）
- ボーカル、シンセサイザー、プログラミング担当。1978年10月26日生まれ。
新宿ゲバルトの他に、FLOPPYやNESSとしても活動している。
- 2012年より音楽雑誌「キーボード・マガジン」にてモジュラーシンセサイザーについて語るコラム「いきいき！テクノミュージック ～モジュラー編～」を連載している。

清水良行（しみず よしゆき）
- シンセサイザー担当。5月8日生まれ。
新宿ゲバルトの他に、Divitronや自身のソロプロジェクトCOSMO-SHIKIとしても活動している。

2004年から2008年までは別名義ユニット「neuron（ニウロン）」としても活動していた。

## ディスコグラフィー

### 新宿ゲバルト
- 実録歌謡大全第弌集（2003年）
  1. 新宿騒乱
  2. 挽肉
  3. 20時のパレイド
  4. さよならテント
  5. マドロスは赤くして狡猾

  - 現在は廃盤

- 改造テープ（2003年）
  1. バージンブルース
  2. ストレッチマン
  3. プラスチックムーン
  4. 小白龍
  5. さよならテント
  6. 虹とスニーカーの頃
  7. アストロロボ『ナナのテーマ』
  8. SKY HIGH
  9. 世情
  10. オーパーツ

- 実録歌謡大全第弍集経過配布音源（2004年）

- 廃1（2004年）

- 公式エミュレータ（2005年）
  1. 咲けば雛罌粟主題曲「正午」
  2. シグナス
  3. 四畳半エレキテクニカ

  - 現在は廃盤

- 廃2(流行歌謡実験VER.1.0.2)（2005年）
  1. ドヤ街、味噌、女の子。

- 新世界労働歌選「改造ロム」（2006年）
  1. 8時だヨ！全員集合！！
  2. 今だから
  3. 砂の果実

- いきいき★テクノミュージック（2007年）
  1. いきいき★テクノミュージック
  2. さよならテント（リミックス）

- 青年の主張（2009年）
  1. 明星
  2. 青春
  3. 玉椿

- 海賊版（2011年）
  1. ドヤ街、味噌、女子
  2. クリフトクラフト2668版
  3. ニウロンVer.2.0.1

  - 期間限定発売のため2024年現在は廃盤

- CD音源集（2011年）
  1. 新宿騒乱
  2. 挽肉
  3. 20時のパレイド
  4. さよならテント
  5. マドロスは赤くして狡猾
  6. 咲けば雛罌粟主題曲「正午」
  7. シグナス
  8. 四畳半エレキテクニカ
  9. ドヤ街、味噌、女子。

  - 実録歌謡大全第弌集、公式エミュレータ、廃2(流行歌謡実験VER.1.0.2)の3作を纏めて収録。
  - 「ドヤ街、味噌、女子。」のみリアレンジして再録。

- 制作の仕組み（20012年）
  1. GUI
  2. KKS
  3. SNR
  4. HWS
  5. CLP
  6. ODS
  7. NOI
  8. IML

  - 第4回東京大会にて配布された。

- I／O（2013年）
  1. IML
  2. OVL

  - ジャケットイラストはイラストレーター今井キラが担当。

- 新世界ゲバルト（2016年）
  1. 新世界
  2. デスメタル

- カセットテープ10min vol.1(2017年)
  1. TPDR
  2. 万國光船

- カセットテープ10min vol.2(2018年)
  1. EMTC
  2. 第R/EC

- 劇場都市（2020年）
  1. EC改
  2. 表現者たち
  3. 白ビル

  - ジャケットは3色ある仕様

- 10minBOOT（2020年）
  1. TPDR
  2. 万國光船
  3. EMTC
  4. 第R/EC
  5. TPSK1203195248
  6. aEMTdc
  7. DRSK0203010535
  8. re第R

- 廃3（2021年）
  1. SONAR25
  2. 33時のパレイド
  3. （ci）N（ti）NEU

  - 既存の曲（33時のパレイドは20時のパレイドとR33のミックス、（ci）N（ti）NEUはciteとCONTINEU（セルフリミックス版）のミックス）のリミックスがされている。

### neuron
- 東京ゲリラ（2008年）

3.クロール（Ver1.0.1beta）
- ニューウェーブバンド航空電子主催によるコンピレーションアルバム「東京ゲリラ」に3曲目に収録。
- 清水がCOSMO-SHIKIとして発表した楽曲「ふゆのほし」を元に戸田が作詞・編曲をしている。

- ニウロン3曲入りディスク（2008年）

1. クロール（Ver1.0.2RC1）
2. エレメント
3. 同期の桜

- 上記のコンピレーション購入者への配布音源

### その他
- 駄喰（駄菓子菓子 REMIXアルバム 2004年）

6.戸田宏武は青
8.ザ・無職ズ涅槃へ
10.呪恋のcosmo02
- 戸田は「戸田宏武は青」にて新宿ゲバルト名義、「ザ・無職ズ涅槃へ」では駄菓子菓子ボーカル女樂殿とヤプーズコピーユニット「ザ・無職ズ」名義として参加。
- 清水は「呪恋のcosmo02」にてニウロン名義で参加。

- ファミソン8BIT☆アイドルマスター 02 天海春香/星井美希 （ファミソン8BIT☆アイドルマスターシリーズ、2008年4月2日、FVCG-1012）

11. THE IDOLM@STER（たろすけバスターNW MIX） （編曲：戸田宏武）
- オトメディウスG 追加BGM vol.1 空羽亜乃亜 パック （オトメディウスGダウンロードコンテンツ、2008年12月19日）

TAKE CARE!（グラディウスII） （編曲：戸田宏武）
- トランス北斗の拳（V.A. 2008年12月25日 VGCD-0155）

8.TOUGH BOY（戸田宏武 REMIX）
- 電子音楽部 （V.A. 2010年11月24日 DDCH-2320）

4. CETI （作曲・編曲：戸田宏武）
6. sssSSSSSSSSSSSSSSSSsss （作詞・作曲・編曲：戸田宏武）
- オトメディウス ORIGINAL SOUNDTRACK （オトメディウスGサウンドトラック 2011年3月24日 LC1852-54）

Disc2
2. TAKE CARE! （「グラディウスII～GOFERの野望～」より） （編曲：戸田宏武）
- ザ・ベスト・オブ・ケラ&ザ・シンセサイザーズ（2011年10月19日）

19.オンガク (Remixed by 戸田宏武)
- ニューウェーブバンドケラ&ザ・シンセサイザーズのベストアルバムにボーナス・トラックとして戸田のREMIXが収録

- Deep Architecture（2013年8月21日）

1. ラジアン

- 中野テルヲの5作目のアルバムに購入者への配布CD-ROMに戸田のREMIX音源が収録

- 少女KAITAI（TAI版）（2015年5月２日）

5.都会のアリス 戸田宏武（新宿ゲバルト）REMIX（TAI版）
- アーバンギャルドの会場限定ミニアルバムに戸田のRIMIX音源が収録

- U-DNA（2016年7月27日）

Disc2
7.CAMP
- アーバン・ダンスのセルフリメイクアルバムU-DNAのDisk2に戸田のCOVER音源が収録